# 마리아 벨렌 포타사
마리아 벨렌 포타사(스페인어: María Belén Potassa, 1988년 12월 12일 ~ )는 아르헨티나의 여자 축구 선수로, 포지션은 공격수이다. 현재 스페인 세군다 디비시온 페메니나의 푼다시온 알바세테에서 활동하고 있다.

## 클럽 경력
마리아 벨렌 포타사는 2004년에 로사리오 포타사에 입단하면서 데뷔했다. 2007년에는 산로렌소에서 한 시즌 동안 출전했고 같은 해에는 칠레의 여자 축구 클럽인 산티아고 모닝에서 4개월 동안 출전했다.
2010년부터 2014년까지 보카 주니어스에서 활약하면서 118골을 기록했고 2015년부터 2019년까지 UAI 우르키사에서 활약했다. 2019년에는 스페인 세군다 디비시온 페메니나 소속 여자 축구 클럽인 푼다시온 알바세테에 입단했다.

## 국가대표 경력
마리아 벨렌 포타사는 2006년부터 2008년까지 아르헨티나 여자 U-20 축구 국가대표팀 선수로 활동했으며 칠레에서 개최된 2006년 남아메리카 U-20 여자 축구 선수권 대회, 러시아에서 개최된 2006년 FIFA U-20 세계 여자 축구 선수권 대회, 칠레에서 개최된 2008년 FIFA U-20 여자 월드컵에 참가했다.
2006년부터 아르헨티나 여자 축구 국가대표팀 선수로 데뷔했으며 아르헨티나에서 개최된 2006년 남미 여자 축구 선수권 대회에서 4골을 기록하여 아르헨티나의 우승에 기여했다. 중국에서 개최된 2007년 FIFA 여자 월드컵, 2008년 베이징 하계 올림픽에 참가했고 2007년·2011년·2015년 팬아메리칸 게임에도 참가했다. 칠레에서 개최된 2018년 코파 아메리카 페메니나에 참가하여 아르헨티나가 3위를 차지하는 데에 기여했으며 프랑스에서 개최된 2019년 FIFA 여자 월드컵에 참가했다.